# Cephaloglipa paumomuensis
 Cephaloglipa paumomuensis es una especie de coleóptero de la familia Mordellidae. Es la única especie del género Cephaloglipa.

## Distribución geográfica
Habita en Nueva Guinea.